# Hannover. Kunst- und Kultur-Lexikon
Das Hannover Kunst- und Kultur-Lexikon ist ein Lexikon sowie Handbuch und Stadtführer zur Stadt Hannover. Es erschien erstmals 1994, die vierte aktualisierte Auflage erschien 2007.
Autoren des Stadtführers sind Helmut Knocke und Hugo Thielen, Herausgeber Dirk Böttcher und Klaus Mlynek.

## Aufbau der vierten Auflage
Redaktionsschluss der Auflage war Ende April 2007.
Das Lexikon mit seinen knapp 300 Seiten ist in die Kapitel gegliedert:
- Stadtgeschichte chronologisch nach Sachgebieten
- Lexikon der Bau- und Kunstdenkmäler
- Kulturelle Institutionen und Vereine
- Stadtgeschichte in Biographien.

Im Anhang sind Literaturangaben (in Auswahl) verzeichnet und die Bildquellen gelistet. Am Schluss verhilft ein Personen- und Sachregister bei der Suche im Buch.
In Vorder- und Rückdeckel befinden sich zwei aufklappbare Stadtpläne; einen für die Innenstadt und einen größeren für das gesamte Stadtgebiet, auf denen die nummerierten Standorte der Denkmale einen schnellen Überblick ermöglichen und ein leichtes Auffinden der dazugehörigen Beschreibungen.

## Auflagen
- Helmut Knocke, Hugo Thielen (Autoren), Dirk Böttcher, Klaus Mlynek (Hrsg.): Hannover. Kunst- und Kulturlexikon. Handbuch und Stadtführer. Schäfer, Hannover 1994, ISBN 3-88746-313-7.
- Helmut Knocke, Hugo Thielen (Autoren), Dirk Böttcher, Klaus Mlynek (Hrsg.): Hannover. Kunst- und Kulturlexikon. Handbuch und Stadtführer. 4., aktualisierte und erweiterte Auflage. Neuausgabe. zu Klampen, Springe 2007, ISBN 978-3-934920-53-8.